# Schendelbeke
Schendelbeke is een dorp in de Belgische provincie Oost-Vlaanderen en een deelgemeente van Geraardsbergen, het was een zelfstandige gemeente tot aan de gemeentelijke herindeling van 1977.

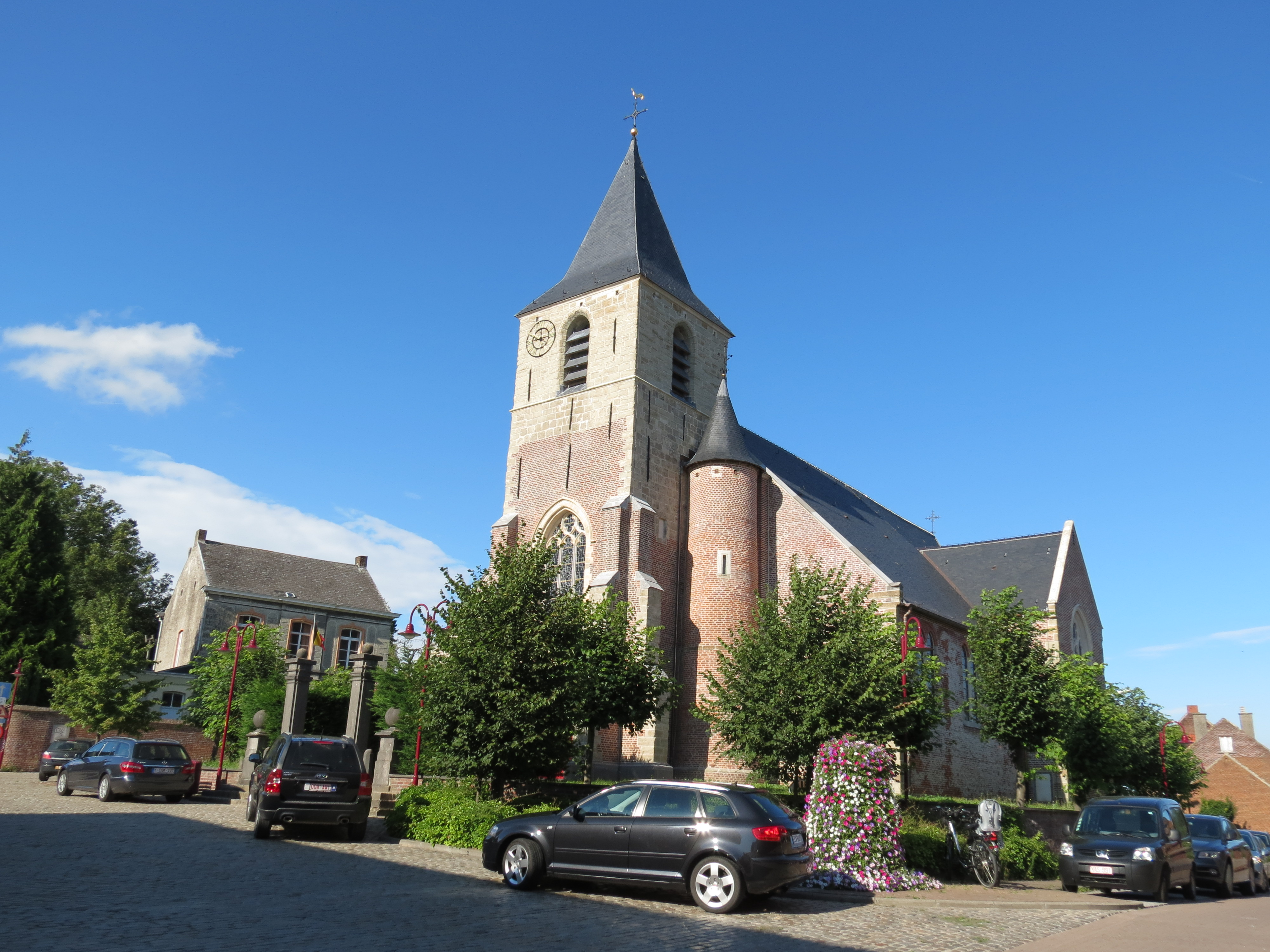
Kerk van Schendelbeke.

Het dorp ligt in de Denderstreek, in Zandlemig Vlaanderen, aan de Dender en op een lichte helling die van 20 m tot 40 m stijgt.

## Geschiedenis
Schendelbeke wordt voor het eerst in 868 vermeld als 'Scemtlebeke'; dat werd 'Scindelbecca' in 1186 en 'Scendelbeke' in 1228. 'Scemtlebeke' werd neergepend door een Romaanstalige, en mag dus niet als representatief worden beschouwd; maar ook dan blijft de betekenis van het eerste lid onduidelijk.
De heerlijkheid was aanvankelijk een eigen goed, in leen gehouden van het graafschap Aalst en in handen van een familie die er de naam van droeg. Een van haar heren, Willem Van Schendelbeke, was in 1284 opperbaljuw van het Land van Aalst.
Op het einde van de 13e eeuw vinden we het domein in handen van Jan Geylinck, raadsheer van de Vlaamse graaf Lodewijk van Crécy. Hij stichtte er het kartuizerklooster dat later naar Sint-Martens-Lierde zou worden overgebracht. Zijn erfgenaam Jan Hergod stond de heerlijkheid in 1334 af aan Nicolaas Van Belle, baron van Boelare. Daarna behoorde de parochie tot aan de Franse Revolutie tot het kerngebied van de Baronie van Boelare, in de kasselrij en het Land van Aalst, en vormde er samen met Smeerebbe een vierschaar.
In 1453 verwoestten troepen van Filips de Goede, hertog van Bourgondië, het kasteel van Schendelbeke. Dit vond plaats op het einde van de Gentse Opstand (1449-1453). Het kasteel werd met de grond gelijk gemaakt.
In 1944 stortte een Canadese bommenwerper van het type Lancaster LL652 neer in het Moenebroek  In 1991 werd het vliegtuigwrak geborgen. In 2010 werd een monument opgericht voor de bemanning . Hersmolten aluminium van het wrak werd gebruikt voor de bouw van de dakconstructie van het RAF Bomber Command Memorial in Green Park (bij Hyde Park Corner) in Londen.
Schendelbeke was een zelfstandige gemeente tot aan de gemeentefusie van 1977. De laatste burgemeesters waren achtereenvolgens Pieter Daneels (1933-1946), Omer V. Liefferinge (1947-1970) en Gilbert Van Mello (1971-1977).

## Bezienswaardigheden
- De Sint-Amanduskerk dateert van 1669; ze werd intussen reeds verschillende keren verbouwd, voornamelijk in de periode tussen 1822 en 1890. Het interieur herbergt het hoofdaltaar uit 1783 van de verdwenen Sint-Adriaansabdij van Geraardsbergen. Het orgel uit het begin van de 19e eeuw is sinds 1980 beschermd. In 2003 werd ook de kerk zelf geklasseerd als beschermd monument.
- Het Kasteel van Schendelbeke, een archeologische site
- De Molen Vandevelde, een windmolenrestant

## Natuur en landschap
Schendelbeke ligt aan de Dender op een hoogte van 20-40 meter. In het noorden bevindt zich het natuurgebied Moenebroek in de vallei van de Moenebroekbeek.

## Demografische ontwikkeling
- Bronnen:NIS, Opm:1831 tot en met 1970=volkstellingen; 1976 = inwoneraantal op 31 december

## Toerisme
Door dit dorp loopt onder meer de fietsroute Denderende steden.

## Geboren
- Walter Capiau (1937-2018), radio- en televisieverslaggever

## Nabijgelegen kernen
Onkerzele, Nederboelare, Hemelveerdegem, Ophasselt, Idegem
Deelgemeenten: Geraardsbergen · Goeferdinge · Grimminge · Idegem · Moerbeke · Nederboelare · Nieuwenhove · Onkerzele · Ophasselt · Overboelare · Schendelbeke · Smeerebbe-Vloerzegem · Viane · Waarbeke · Zandbergen · Zarlardinge

Overige plaatsen: Atembeke · Smeerebbe · Vloerzegem

Belgische gemeenten · Arrondissement Aalst · Oost-Vlaanderen · Vlaanderen